# Carter Eckert
Carter J. Eckert (1945-diciembre de 2024) fue un académico y educador estadounidense. Se desempeñó como profesor Yoon Se Young de Historia de Corea en la Universidad de Harvard.

## Biografía

### Primeros años
Nacido en Chicago, Illinois, asistió a la Universidad Lawrence, donde estudió historia antigua y medieval occidental. Luego, realizó estudios de posgrado y obtuvo una Maestría en Artes en 1968.
Después de graduarse trabajó como voluntario del Cuerpo de Paz en Corea. Posteriormente regresó a Estados Unidos para realizar estudios de doctorado en historia de Corea y Japón en la Universidad de Washington.

### Carrera
Se unió a la Universidad de Harvard en 1985. En 2004, fue nombrado el primer profesor Yoon Se Young de la SBS. La Cátedra Yoon Se Young se estableció en honor al presidente del Sistema de Radiodifusión de Seúl.
Ha sido consultor del Departamento de Estado de Estados Unidos sobre asuntos de Corea del Norte.

## Premios y honores
- Premio John K. Fairbank de la Asociación Histórica Estadounidense.[3]
- Premio del Libro John Whitney Hall de la Asociación de Estudios Asiáticos (Premio del Libro John Whitney Hall, 1994)[8]
- Miembro del Centro Woodrow Wilson para Académicos Internacionales (1996-1997)[3]

## Publicaciones seleccionadas
En una descripción general estadística derivada de escritos de y sobre Carter Eckert, que abarca aproximadamente 8 trabajos en más de 10 publicaciones en 5 idiomas y más de 1000 fondos bibliotecarios.
- Korea, old and new: a history (1990)
- Descendiente del imperio: los Koch'ang Kim y los orígenes coloniales del capitalismo coreano, 1876-1945 (1991);  (日本帝国の申し子: 高敞の金一族と韓国資本主義の植民地起源 1876-1945 Nihon Teikoku no mōshigo: Kōshō no Kin ichizoku to Kankoku shihon shugi no shokuminchi kigen 1876-1945?)  (2004). Ganador del premio John K. Fairbank
- Hanʼguk kŭndaehwa, kijŏk ŭi kwajŏng (한국근대화)  Modernization of the Republic of Korea: a Miraculous Achievement (2005)
- Park Chung Hee and Modern Korea: The Roots of Militarism, 1866–1945 (2016)